# 24 uur van Le Mans 1953

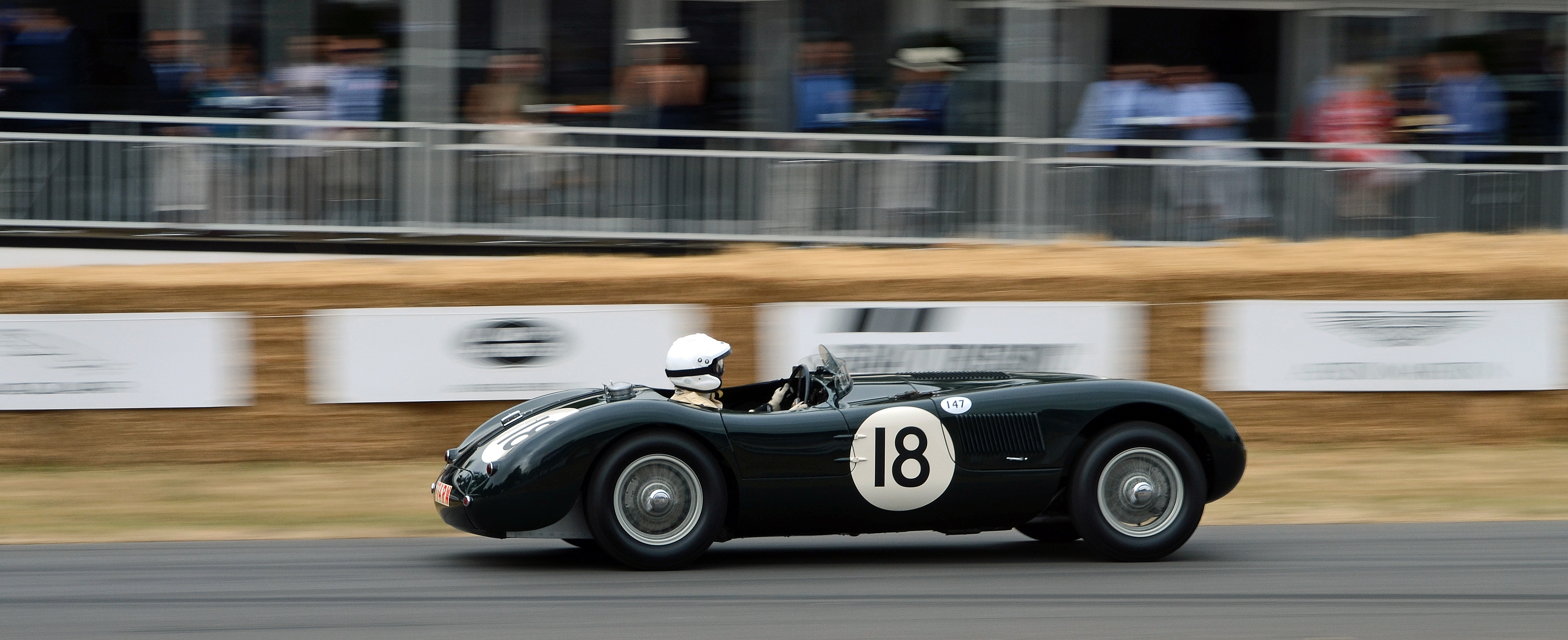
De winnende auto: de Jaguar C-Type #18.

De 24 uur van Le Mans 1953 was de 21e editie van deze endurancerace. De race werd verreden op 13 en 14 juni 1953 op het Circuit de la Sarthe nabij Le Mans, Frankrijk.
De race werd gewonnen door de Jaguar Cars Ltd. #18 van Tony Rolt en Duncan Hamilton, die allebei hun enige Le Mans-zege behaalden. De S 8.0-klasse werd gewonnen door de Briggs Cunningham #2 van Phil Walters en John Cooper Fitch. De S 3.0-klasse werd gewonnen door de Automobiles Gordini #35 van Maurice Trintignant en Harry Schell. De S 2.0-klasse werd gewonnen door de Automobiles Frazer Nash Ltd. #39 van Ken Wharton en Laurence Mitchell. De S 1.5-klasse werd gewonnen door de Porsche 550 #45 van Richard von Frankenberg en Paul Frère. De S 750-klasse werd gewonnen door de Automobiles Deutsch et Bonnet #57 van René Bonnet en André Moynet. De S 1.1-klasse werd gewonnen door de Automobili OSCA #48 van Mario Damonte en Pierre-Louis Dreyfus.
Tijdens de race kwam Tom Cole jr. om het leven. Zijn auto raakte van de baan bij de bocht Maison Blanche en reed tegen een aantel boerderijen aan. Cole werd uit de auto geslingerd en overleed ter plekke.

## Race
Winnaars in hun klasse zijn vetgedrukt. Auto's die minder dan 70% van de afstand van de winnaar van hun klasse hadden afgelegd werden niet geklasseerd.
| Pos. | Klasse | No. | Team                                  | Coureurs                                       | Chassis                          | Motor                            | Ronden |
| ---- | ------ | --- | ------------------------------------- | ---------------------------------------------- | -------------------------------- | -------------------------------- | ------ |
| 1    | S 5.0  | 18  | Jaguar Cars Ltd.                      | Tony Rolt Duncan Hamilton                      | Jaguar C-Type                    | Jaguar 3.4L S6                   | 304    |
| 2    | S 5.0  | 17  | Jaguar Cars Ltd.                      | Stirling Moss Peter Walker                     | Jaguar C-Type                    | Jaguar 3.4L S6                   | 300    |
| 3    | S 8.0  | 2   | Briggs Cunningham                     | Phil Walters John Cooper Fitch                 | Cunningham C-5R                  | Chrysler 5.5L V8                 | 299    |
| 4    | S 5.0  | 19  | Jaguar Cars Ltd.                      | Peter Whitehead Ian Stewart                    | Jaguar C-Type                    | Jaguar 3.4L S6                   | 297    |
| 5    | S 5.0  | 15  | Scuderia Ferrari                      | Paolo Marzotto Gianni Marzotto                 | Ferrari 340 MM Berlinetta        | Ferrari 4.1L V12                 | 294    |
| 6    | S 3.0  | 35  | Automobiles Gordini                   | Maurice Trintignant Harry Schell               | Gordini T26S                     | Gordini 2.5L S6                  | 293    |
| 7    | S 8.0  | 1   | Briggs Cunningham                     | Briggs Cunningham William Spear                | Cunningham C-4R                  | Chrysler 5.5L V8                 | 290    |
| 8    | S 5.0  | 7   | Automobiles Talbot-Darracq S.A.       | Pierre Levegh Charles Pozzi                    | Talbot-Lago T26GS Spyder         | Talbot-Lago 4.5L S6              | 276    |
| 9    | S 5.0  | 20  | Ecurie Francorchamps                  | Roger Laurent Charles de Tornaco               | Jaguar C-Type                    | Jaguar 3.4L S6                   | 275    |
| 10   | S 8.0  | 3   | Briggs Cunningham                     | Charles Moran jr. John Gordon Bennet           | Cunningham C-4RK                 | Chrysler 5.5L V8                 | 269    |
| 11   | S 5.0  | 11  | Nash-Healey Inc.                      | Leslie Johnson Bert Hadley                     | Nash-Healey 4-litre Sport        | Nash 4.1L S6                     | 265    |
| 12   | S 3.0  | 34  | Donald Healey Motor Company           | Maus Gatsonides John Lockett                   | Austin-Healey 100                | Austin 2.7L S4                   | 257    |
| 13   | S 2.0  | 39  | Automobiles Frazer Nash Ltd.          | Ken Wharton Laurence Mitchell                  | Frazer Nash Le Mans Coupé        | Bristol 1971cc S6                | 253    |
| 14   | S 3.0  | 33  | Donald Healey Motor Company           | Marcel Becquart Gordon Wilkins                 | Austin-Healey 100                | Austin 2.7L S4                   | 252    |
| 15   | S 1.5  | 45  | Porsche KG                            | Richard von Frankenberg Paul Frère             | Porsche 550 Coupé                | Porsche 1488cc F4                | 247    |
| 16   | S 1.5  | 44  | Porsche KG                            | Helm Glöckler Hans Herrmann                    | Porsche 550 Coupé                | Porsche 1488cc F4                | 247    |
| 17   | S 750  | 57  | Automobiles Deutsch et Bonnet         | René Bonnet André Moynet                       | DB HBR-4 LM                      | Panhard 745cc F2                 | 237    |
| 18   | S 1.1  | 48  | Automobili OSCA                       | Mario Damonte Pierre Louis-Dreyfus             | OSCA MT-4 1100 Coupé             | OSCA 1093cc S4                   | 232    |
| 19   | S 750  | 58  | Automobiles Deutsch et Bonnet         | Marc Gignoux Marc Azéma                        | DB HBR-4 LM                      | Panhard 745cc F2                 | 231    |
| 20   | S 1.1  | 50  | Automobiles Panhard et Levassor       | Charles Plantivoux Guy Lapchin                 | Panhard X89                      | Panhard 851cc F2                 | 227    |
| 21   | S 750  | 61  | Automobiles Panhard et Levassor       | Pierre Chancel Robert Chancel                  | Panhard X88                      | Panhard 611cc F2                 | 223    |
| 22   | S 1.1  | 51  | Automobiles Panhard et Levassor       | Raymond Stempert Georges Schwartz              | Panhard X87                      | Panhard 851cc F2                 | 218    |
| 23   | S 750  | 53  | R.N.U. Renault                        | Jean-Louis Rosier Robert Schollmann            | Renault 4CV-1068 Spyder          | Renault 747cc S4                 | 218    |
| 24   | S 750  | 60  | Automobiles Panhard et Levassor       | Jean Hémard Jean de Montrémy                   | Monopole X85                     | Panhard 611cc F2                 | 212    |
| NC   | S 3.0  | 66  | Alexis Constantin                     | Alexis Constantin Michel Arnaud                | Peugeot 203C                     | Peugeot 1290cc S4 Supercharged   | 200    |
| 25   | S 750  | 56  | Just-Émile Vernet & Jean Pairard      | Just-Émile Vernet Jean Pairard                 | V.P. 166R Coupé                  | Renault 747cc S4                 | 183    |
| DNF  | S 5.0  | 12  | Scuderia Ferrari                      | Alberto Ascari Luigi Villoresi                 | Ferrari 375 MM Berlinetta        | Ferrari 4.5L V12                 | 229    |
| DNF  | S 1.5  | 41  | Borgward GmbH                         | Jacques Poch Edmond Mouche                     | Borgward-Hansa 1500 'Rennsport'  | Borgward 1498cc S4               | 228    |
| DNF  | S 8.0  | 63  | Scuderia Lancia                       | José Froilán González Clemente Biondetti       | Lancia D20                       | Lancia 2.7L V6 Supercharged      | 213    |
| DNF  | S 3.0  | 27  | Aston Martin Ltd.                     | Eric Thompson Dennis Poore                     | Aston Martin DB3S                | Aston Martin 2.9L I6             | 182    |
| DNF  | S 5.0  | 16  | Luigi Chinetti                        | Luigi Chinetti Tom Cole jr.                    | Ferrari 340 MM Vignale Spyder    | Ferrari 4.1L V12                 | 175    |
| DNF  | S 8.0  | 31  | Scuderia Lancia                       | Robert Manzon Louis Chiron                     | Lancia D20                       | Lancia 2.7L V6 Supercharged      | 174    |
| DNF  | S 1.1  | 49  | Porsche KG                            | Auguste Veuillet Petermax Müller               | Porsche 356 SL                   | Porsche 1091cc F4                | 147    |
| DNF  | S 2.0  | 40  | Automobiles Frazer Nash Ltd.          | Bob Gerard David Clark                         | Frazer Nash Le Mans MkII Replica | Bristol 1971cc S6                | 135    |
| DNF  | S 5.0  | 23  | SpA Alfa Romeo                        | Karl Kling Fritz Riess                         | Alfa Romeo 6C 3000 CM            | Alfa Romeo 3.5L S6               | 133    |
| DNF  | S 5.0  | 21  | SpA Alfa Romeo                        | Consalvo Sanesi Piero Carini                   | Alfa Romeo 6C 3000 CM            | Alfa Romeo 3.5L S6               | 125    |
| DNF  | S 5.0  | 9   | Automobiles Talbot-Darracq S.A.       | Guy Mairesse Georges Grignard                  | Talbot-Lago T26 GS Spyder        | Talbot-Lago 4.5L S6              | 120    |
| DNF  | S 8.0  | 30  | Scuderia Lancia                       | Piero Taruffi Umberto Maglioli                 | Lancia D20                       | Lancia 2.7L V6 Supercharged      | 117    |
| DNF  | S 1.1  | 46  | Gonzague Olivier                      | Gonzague Olivier Eugène Martin                 | Porsche 356 SL                   | Porsche 1091cc F4                | 115    |
| DNF  | S 750  | 55  | Jacques Lecat                         | Jacques Lecat Henri Senfftleben                | Renault 4CV-1063                 | Renault 747cc S4                 | 84     |
| DNF  | S 3.0  | 36  | Automobiles Gordini                   | Jean Behra Roberto Mieres                      | Gordini T15S                     | Gordini 2.3L S6                  | 84     |
| DNF  | S 1.5  | 47  | Rees T. Makins                        | Phil Hill Fred Wacker                          | OSCA MT-4                        | OSCA 1343cc S4                   | 80     |
| DNF  | S 3.0  | 26  | Aston Martin Ltd.                     | George Abecassis Roy Salvadori                 | Aston Martin DB3S                | Aston Martin 2.9L S6             | 74     |
| DNF  | S 2.0  | 38  | Bristol Aeroplane Company             | Jack Fairman Tommy Wisdom                      | Bristol 450 Coupé                | Bristol 1979cc S6                | 70     |
| DNF  | S 8.0  | 32  | Scuderia Lancia                       | Felice Bonetto Gino Valenzano                  | Lancia D20                       | Lancia 2.7L V6 Supercharged      | 66     |
| DNF  | S 8.0  | 5   | Allard Motor Company                  | Zora Arkus-Duntov Ray Merrick                  | Allard J2R                       | Cadillac 5.4L V8                 | 65     |
| DNF  | S 1.5  | 67  | Capt. M. Crespin                      | André Guelfi Roger Loyer                       | Gordini T15S                     | Gordini 1490cc S4                | 40     |
| DNF  | S 5.0  | 8   | Automobiles Talbot-Darracq S.A.       | Élie Bayol Louis Rosier                        | Talbot-Lago T26 GS Spyder        | Talbot-Lago 4.5L S6              | 37     |
| DNF  | S 750  | 54  | R.N.U. Renault                        | Jean Redélé Louis Pons                         | DB 4CV-1066                      | Renault 747L S4                  | 35     |
| DNF  | S 2.0  | 37  | Bristol Aeroplane Company             | Lance Macklin Graham Whitehead                 | Bristol 450 Coupé                | Bristol 1979cc S6                | 29     |
| DNF  | S 1.5  | 42  | Borgward GmbH                         | Hans-Hugo Hartmann Adolf Brudes                | Borgward-Hansa 1500 'Rennsport'  | Borgward 1498cc S4               | 29     |
| DNF  | S +8.0 | 6   | André Chambas                         | André Chambas Charles de Cortanze              | Talbot-Lago SS Spyder            | Talbot-Lago 4.5L S6 Supercharged | 24     |
| DNF  | S 5.0  | 22  | SpA Alfa Romeo                        | Juan Manuel Fangio Onofre Marimón              | Alfa Romeo 6C 3000 CM            | Alfa Romeo 3.5L S6               | 22     |
| DNF  | S 3.0  | 25  | Aston Martin Ltd.                     | Reg Parnell Peter Collins                      | Aston Martin DB3S                | Aston Martin 2.9L S6             | 16     |
| DNF  | S 750  | 52  | R.N.U. Renault                        | André Briat Yves Lesur                         | V.P. 4CV-1064                    | Renault 747cc S4                 | 14     |
| DNF  | S 5.0  | 14  | Scuderia Ferrari                      | Giuseppe Farina Mike Hawthorn                  | Ferrari 340 MM                   | Ferrari 4.1L V12                 | 12     |
| DNF  | S 5.0  | 10  | Nash-Healey Inc.                      | Yves Giraud-Cabantous Pierre Veyron            | Nash-Healey Sports               | Nash 4.1L S6                     | 9      |
| DNF  | S 750  | 59  | Établissements Monopole               | Eugène Dussous Pierre Flahaut                  | Monopole X84                     | Panhard 612cc F2                 | 9      |
| DNF  | S 2.0  | 62  | Etablissements Fiat Dagrada           | Norbert Jean Mahé Giovanni Lurani              | Fiat 8V                          | Fiat 1996cc V8                   | 8      |
| DNF  | S 8.0  | 4   | Allard Motor Company                  | Sydney Allard Philip Fotheringham-Parker       | Allard J2R                       | Cadillac 5.4L V8                 | 4      |
| DNS  | S 1.5  | 43  | Borgward GmbH                         | Karl-Heinz Schaufele Adolf Brudes              | Borgward-Hansa 1500 'Rennsport'  | Borgward 1498cc S4               | 0      |
| DNS  | S 3.0  | 28  | Empresa Nacional de Autocamiones S.A. | Juan Jover Paul Metternich                     | Pegaso Z-102 Spyder              | Pegaso 2.8L V8 Supercharged      | 0      |
| DNS  | S 3.0  | 29  | Empresa Nacional de Autocamiones S.A. | Joaquin Palacio Pover Pablo Julio Reh Cardrona | Pegaso Z-102 Spyder              | Pegaso 2.8L V8 Supercharged      | 0      |

1923 · 1924 · 1925 · 1926 · 1927 · 1928 · 1929 · 1930 · 1931 · 1932 · 1933 · 1934 · 1935 · 1936 · 1937 · 1938 · 1939 · 1940 - 1948 · 1949 · 1950 · 1951 · 1952 · 1953 · 1954 · 1955 (Ramp) · 1956 · 1957 · 1958 · 1959 · 1960 · 1961 · 1962 · 1963 · 1964 · 1965 · 1966 · 1967 · 1968 · 1969 · 1970 · 1971 · 1972 · 1973 · 1974 · 1975 · 1976 · 1977 · 1978 · 1979 · 1980 · 1981 · 1982 · 1983 · 1984 · 1985 · 1986 · 1987 · 1988 · 1989 · 1990 · 1991 · 1992 · 1993 · 1994 · 1995 · 1996 · 1997 · 1998 · 1999 · 2000 · 2001 · 2002 · 2003 · 2004 · 2005 · 2006 · 2007 · 2008 · 2009 · 2010 · 2011 · 2012 · 2013 · 2014 · 2015 · 2016 · 2017 · 2018 · 2019 · 2020 · 2021 · 2022 · 2023 · 2024